# Калау
Калау (њем. Calau) град је у њемачкој савезној држави Бранденбург. Једно је од 25 општинских средишта округа Обершпревалд-Лаузиц. Према процјени из 2010. у граду је живјело 8.813 становника. Посједује регионалну шифру (AGS) 12066052.

## Географски и демографски подаци
Калау се налази у савезној држави Бранденбург у округу Обершпревалд-Лаузиц. Град се налази на надморској висини од 93 метра. Површина општине износи 162,6 km². У самом граду је, према процјени из 2010. године, живјело 8.813 становника. Просјечна густина становништва износи 54 становника/km².